# Centraal Comité van de Communistische Partij van China
Het Centraal Comité van de Communistische Partij van China (Chinees :中国共产党中央委员会; Hanyu pinyin: Zhōngguó Gòngchǎndǎng Zhōngyāng Wěiyuánhuì), voor 1927 ook wel bekend als het Centraal Uitvoerend Comité (Chinees: 中央执行委员会; Zhongyang Zhixing Weiyuanhui) is een comité van leidinggevenden binnen de Communistische Partij van China en wordt verkozen door het theoretisch hoogste orgaan, het Nationaal Partijcongres. Het Centraal Comité heeft 205 volle leden met stemrecht en 171 vervangend leden zonder stemrecht. Het comité benoemt officieel de leden van het Politbureau van de Communistische Partij van China.

## Functie en structuur
De leden van het Centraal Comité worden benoemd door het Nationale Partijcongres. Ze worden voor een periode van vijf jaar benoemd en per keer wordt ongeveer een vijfde van de leden van het comité vervangen. Er zijn leden met en zonder stemrecht. Komt tussen twee verkiezingen een positie vrij, dan wordt een lid zonder stemrecht bevorderd tot vol lid.
Het comité voert in beginsel de besluiten uit van het Nationale Partijcongres, het stuurt de partij en vertegenwoordigt de partij naar buiten toe. Minstens eenmaal per jaar komt het hele Centraal Comité bijeen. Deze bijeenkomst wordt georganiseerd door het politbureau van het Centraal Comité. Het politbureau doet verslag en valt onder toezicht van het Centraal Comité. De 25 leden van het politbureau worden gekozen uit en door het Centraal Comité. Het Centraal Comité is groter en ideologisch diverser dan het politbureau.
Het Centraal Comité is een belangrijk partijorgaan in die zin dat het de belangrijkste figuren van de partij, overheid en leger bevat. In tegenstelling tot de partijcongressen, welke vooral ceremonieel zijn, kunnen algemene vergaderingen van het Centraal Comité soms arena's zijn waarin daadwerkelijke debatten worden gevoerd en beslissingen over de partijpolitiek worden genomen. Een voorbeeld hiervan was de derde plenaire sessie van het 11e Centraal Comité in 1978, waarin China formeel een traject van economische hervorming inzette.
De normaal jaarlijkse bijeenkomsten hebben hun formele plenaire openings- en sluitingszitting in de staatsbankethal van de Grote Hal van het Volk. De plenaire werksessies tussenin worden gehouden in het door militairen uitgebate Jingxihotel in Peking.